# Trio (Harris Parton Ronstadt)
Trio è un album in studio collaborativo delle artiste statunitensi Dolly Parton, Linda Ronstadt e Emmylou Harris, pubblicato il 2 marzo 1987 dalla Warner Records.
Il disco ha avuto un seguito, Trio II, pubblicato nel 1999.

## Tracce
1. The Pain of Loving You (Dolly Parton, Porter Wagoner) – 2:32
2. Making Plans (Johnny Russell, Voni Morrison) – 3:36
3. To Know Him Is to Love Him (Phil Spector) – 3:48
4. Hobo's Meditation (Jimmie Rodgers) – 3:17
5. Wildflowers (Dolly Parton) – 3:33
6. Telling Me Lies (Linda Thompson, Betsy Cook) – 4:26
7. My Dear Companion (trad. e arrang. di Jean Ritchie) – 2:55
8. Those Memories of You (Alan O'Bryant) – 3:58
9. I've Had Enough (Kate McGarrigle) – 3:30
10. Rosewood Casket (trad. e arrang. di Avie Lee Parton) – 2:59
11. Farther Along (trad. e arrang. di John Starling, Emmylou Harris) – 4:10